# Збирка Иштвана Ивањија
Збирка Иштвана Ивањија (лат. Colecta Ivanyiana; мађ. Iványi István gyűjteménye) архивска збирка која се чува у Историјском архиву Суботица. Садржи најважније документе из политичке, културне, правне, економске и привредне историје Суботице: спискове официра и војника из доба Војне крајине, правила јавног реда и понашања из 1745. године, записнике са разних саслушања, уговор града са племићима у вези са плаћањем пореза итд. Добила је име по свом творцу мађарском историчару Иштвану Ивањију. Сигнатура јој је Ф.179.

## Историјат збирке
Почетком 1883. године Магистрат града Суботице ангажује гимназијског професора Иштвана Ивањија да истражи и напише локалну историју. Том приликом, по његовом избору, доношена су му кући, документа из Градског архива, а он је опет из њих одабирао оне документе за које је сматрао да су нарочито важни, те је од њих формирао три свежња (док су остали враћани у Градски архив), обележивши их новим сигнатурама. На тај начин је, с једне стране, поремећен природан поредак докумената који су се налазили у редоследу како су настајали, док се са друге стране створио збир, по Ивањију, најважнијих докумената. Пишући историју града Суботице, а затим и своје најзначајније дело „Географски и историјски именик места Бач–бодрошке жупаније”, користио је сигнатуре које сам израдио, а које су прихватили и други писци. Стога, после завршетка посла око писања поменутих дела, приликом враћања докумената, није се поступило њиховом враћању на првобитна места, већ су задржала поредак који је сачинио Ивањи и добила су назив „Селекта Ивањи Иштван“.

## Одабрани документи из Збирке
- Ф.179 I, бр. 8
- Ф.179. I, бр. 38
- Ф.179. I, бр. 38
- Ф.179. I, бр. 38
- Ф.179. I, бр. 38
- Ф.179. II, бр. 34
- Ф.179. II, бр. 34